# Sicus alpinus
Sicus alpinus är en tvåvingeart som beskrevs av Stuke 2002. Sicus alpinus ingår i släktet Sicus och familjen stekelflugor.
Artens utbredningsområde är Österrike. Inga underarter finns listade i Catalogue of Life.